# 달걀 스크램블
달걀 스크램블(영어: scrambled eggs 스크램블드 에그즈[*])는 버터, 우유를 섞어 만든 달걀을 말한다.

## 같이 보기
- 달걀 프라이
- 무파라카